# Giancarlo Brugnolotti
Giancarlo Brugnolotti (Cremona, 6 agosto 1921 – Milano, 21 aprile 1945) è stato un partigiano italiano.

## Biografia
Nacque a Cremona da Libero e da Amelia. Seguì la famiglia nel Comasco e poi a Milano a motivo delle sedi di lavoro del padre, e nella metropoli lombarda stabilì la propria residenza. Quando il padre trovò occupazione a Lumezzane nella fabbrica di rubinetterie Bonomi, lo seguì e vi trovò anch'egli impiego.
Dopo lo scoppio della Seconda guerra mondiale, si arruolò volontario nell'esercito, venne inviato nell'Africa del nord e, nell'estate - autunno 1942, fu ad El Alamein. Si ammalò e fu rimpatriato; venne quindi assegnato al reggimento carristi Lancieri di Novara, dove si trovò anche l'8 settembre 1943. Dopo il travaglio spirituale comune a tanti suoi coetanei, scelse la Resistenza ed entrò a far parte della costituenda 122ª Brigata Garibaldi, formata in Val Trompia a fine estate 1944 da Leonardo Speziale Arturo e Giuseppe Gheda Bruno, e comandata dal 4 ottobre al 24 dicembre, giorno della sua cattura, da Giuseppe Verginella Alberto.
Dopo i duri colpi subiti dalla Brigata tra l'autunno e l'inverno 1944, Brugnolotti lasciò la Val Trompia e scese a Milano, dove venne arruolato da  Giovanni Pesce Visone nella 3ª Brigata GAP Lombardia di cui era comandante. Il 21 aprile 1945, armato di sten e bombe a mano, con un compagno operò un assalto in pieno giorno al gruppo rionale fascista di via Cadamosto, poco fuori Porta Venezia. Compiuta l'operazione, mentre in bicicletta stava allontanandosi, saltò la catena del mezzo e si trovò sotto il fuoco degli inseguitori. Mentre il compagno riuscì a fuggire, egli si gettò a terra fingendosi morto, poi riprese a sparare i pochi colpi residui, ma venne catturato.
Trascinato nell'edificio, fu interrogato e torturato per qualche ora, poi, dinanzi al suo silenzio, fu riportato all'esterno, addossato al fianco della chiesa di Santa Francesca Romana e fucilato.
I suoi resti riposano ora al cimitero di Cremona, nel campo monumentale a sinistra dell'ingresso avente al centro la piramide memoriale dei caduti francesi del 1859.

## Croce al valor militare alla Memoria
A Giancarlo Brugnolotti con DPR in data 2 ottobre 1978 è stata concessa la Croce al Valore Militare alla Memoria con la seguente motivazione: Nel corso di una azione di sabotaggio contro un agguerrito nemico veniva catturato. Durante la prigionia, pur sottoposto a lunghi interrogatori e a crudeli sevizie, nulla lasciava trapelare che potesse nuocere alla causa della libertà ed ai suoi compagni di lotta. Il 21.4.1945 affrontava con ammirevole comportamento il plotone di esecuzione al grido di 'Viva l'Italia libera'. 